# Takashi Chinen
Takashi Chinen född den 25 mars 1967 i Okinawa, Japan, är en japansk gymnast.
Han tog OS-brons i lagmångkampen i samband med de olympiska gymnastiktävlingarna 1992 i Barcelona.